# Zielin (powiat gryficki)
Zielin (niem. Sellin, nazwa słow., topogr. od słów zieleń, zielony; nazwa niemiecka jest formą zgermanizowaną, nazwy przejściowe Siedlce, Zielkowice, Zielno) – wieś folwarczna, do 1930 r. okręg dworski, gmina wiejska do 1945 r., położona w województwie zachodniopomorskim, w powiecie gryfickim, w gminie Gryfice. W latach 1946–1998 miejscowość należała administracyjnie do województwa szczecińskiego.

## Historia
Wieś w XIV w. została nadana w lenno mieszczańskiej rodzinie Ganske z Gryfic, która posiadała ją do końca XVII w., okresowo jednak we wsi były wydzielane udziały, które przechodziły w ręce innych rodów szlacheckich, np. w 2. poł/ XVI w. mieli tutaj swoje udziały członkowie rodu Flemmingów, w 1628 r. 4 włóki należały do braci Hasso i Ewalda Flemmingów. W 1655 r. właścicielem był tylko płk. Ludwig Ganske, ale w 1666 r. ponownie wieś miała kilku właścicieli. W 1717 r. wieś należała do mjr. J. Ganskego oraz do rodziny Flemmingów. W 1780 r. właścicielem był Georg Ganske, we wsi znajdował się folwark, owczarnia, 3 zagrody chłopskie i 1 zagrodnicza, a także probostwo, łącznie 10 domostw. Pod koniec XVIII w. majątek ten został sprzedany przez rodzinę Ganske fabrykantowi Danielowi Mullerowi za zgodą królewską za 14,7 tys. tal. Myller sprzedał majątek rodzinie von Lettow, która odsprzedała go w 1854 r. Wegenerowi, a ten utworzył z części ziemi Nowy Zielin (Neu Sellin). W 1862 r. Wegener sprzedał Stary Zielin Ruchholzowi. Majątek w końcu XIX w. liczył 329 ha, hodowano w nim 20 koni, 44 sztuki bydła, w tym 34 krowy, 756 owiec i 46 sztuk trzody chlewnej. Wg spisu z 1829 r. we wsi oprócz dóbr ziemskich były 4 gospodarstwa chłopskie, ale w wyniku uwłaszczenia zostały one przed 1832 r. zlikwidowane, a ziemia włączona do folwarku. W 1827 r. we wsi mieszkało 60 osób. W 1872 r. 96 osób, tworzących 16 rodzin. W 1912 r. majątek od pośrednika Havermanna nabył Teschemacher, który był jego właścicielem do 1945 r. W 1928 r. majątek jego obejmował 320 ha, hodował w niem 30 koni, 120 sztuk bydła, w tym 52 krowy i 50 świń. W 1931 r. gmina wiejska obejmowała 703,1 ha pow., na jej terenie znajdowało się 15 budynków mieszkalnych we wsi Zielin i osiedlu Niekładz, w których mieszkało 180 osób wg spisu powszechnego z 1925 r. Tworzyły one 35 gospodarstw domowych. Od 1875 gmina Zielin stanowiła siedzibę obwodu urzędowego, a od 1874 r. była siedzibą urzędu stanu cywilnego.

## Historia po 1945 roku
Miejscowość zdobyta 6 marca 1945 r. przez wojska radzieckie 3A 1FB i przekazana władzom polskim. W latach 1945–1947 znajdowała się pod nadzorem Szkoły Oficerskiej w Gryficach. Gospodarka wsi wraz z okolicznymi polami przeznaczana była na potrzeby wojska. Budynki we wsi umiejscowione były wzdłuż głównej drogi będące obiektami o dużej różnorodności materiałowo-konstrukcyjnej. Średnia wielkość gospodarstwa rolnego wynosiła 14,8 ha. Po 2000 r. na obrzeżach wsi powstały liczne domki jednorodzinne, stąd też w ostatnich latach liczba mieszkańców zwiększa się.

## Kościół
Znajdowała się tutaj parafia oraz jednonawowy kościół pw. św. Laurentii wybudowany w średniowieczu z kamienia polnego, nie posiadał szczególnych cech epoki. W 1906 r. poddany został remontowi, w trakcie którego dobudowano m.in. nową ceglaną wieżę. Na jednej ze ścian odkryto datę 1384 r. Podczas remontu odsłonięto malowidła ścienne z okresu średniowiecza, przedstawiające Jezusa jako ogrodnika z Marią Magdaleną. Poza tym w kościele znajdowała się wapienna płyta grobowa pastora Christophorusa Marterstega z 1724 r., a także późnobarokowy, bogato rzeźbiony, zdobiony ołtarz, kazalnica późnorenesansowa i epitafium rodziny Gantzkow oraz dzwony. Pierwszy z nich, mniejszy o średnicy 76 cm z 1478 r., drugi większy – 94 cm, o metryce również średniowiecznej. Od XVII w. nad kościołem i parafią patronat sprawował monarcha. Parafia należała do synodu w Gryficach. Katoliccy mieszkańcy gminy, (w 1925 roku – 21 osób) należeli do parafii w Gryficach. W Zielinie znajduje się także cmentarz przykościelny, na którym zachowały się nieliczne nagrobki.

## Pomniki przyrody
W miejscowości na działce ewidencyjnej nr 98 znajdują się 4 lipy szerokolistne, które zostały uznane za pomniki przyrody. Szczegółowe dane o drzewach:
- wiek 140 lat, o obwodzie 340 cm i wysokości 26 m
- wiek 160 lat, o obwodzie 279 cm i wysokości 30 m
- wiek 130 lat, o obwodzie 320 cm i wysokości 26 m
- wiek 180 lat, o obwodzie 430 cm i wysokości 30 m.